# Guangyuan
Guangyuan (cinese: 广元; pinyin: Gǔangyúan) è una città-prefettura della Cina nella provincia del Sichuan.